# NK Zagorje
Der NK Zagorje ist ein slowenischer Fußballclub aus Zagorje ob Savi. Seit der Saison 2009/10 spielen sie in der 3. slowenischen Liga.